# پیش‌سیاره

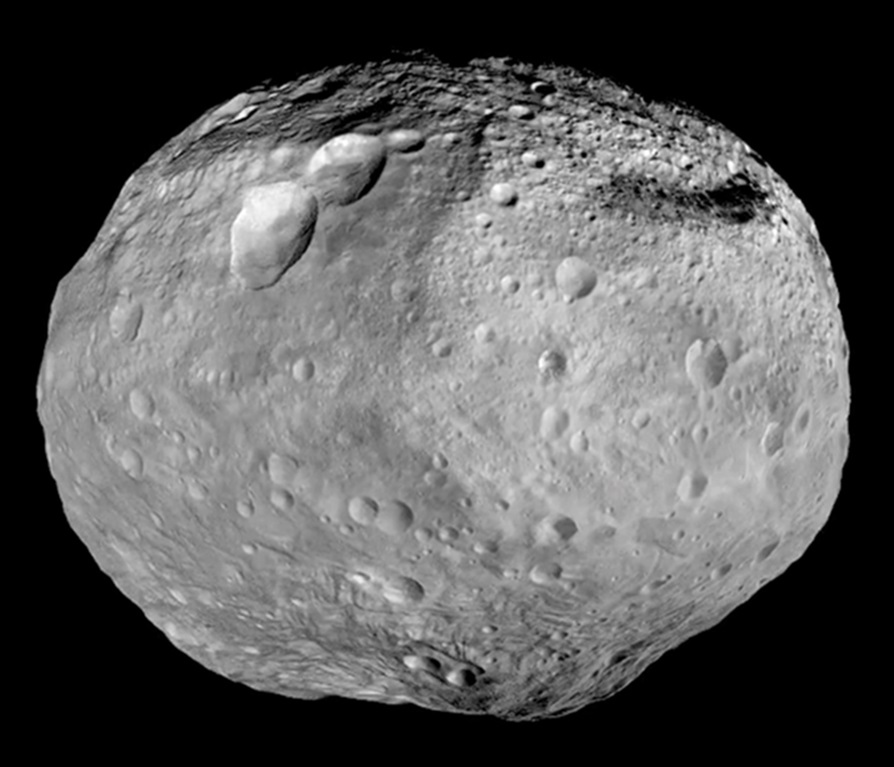
وستا: یک پیش‌سیارهٔ بازمانده.

پیش‌سیاره یا پروتوپلانت (به انگلیسی: Protoplanet)، جنین سیاره‌ای بزرگی است که در داخل یک دیسک پیش‌سیاره‌ای ایجاد شده و روند ذوب داخلی آن برای ایجاد لایه‌های تمایز انجام شده‌است. به نظر می‌رسد که پیش‌سیاره‌ها؛ از خرده‌سیاره‌هایی با اندازه‌ای در حدود یک کیلومتر، که از نظر گرانشی مدارهای یکدیگر را پیوسته آشفته می‌ساخته‌اند، تشکیل شده‌باشند که؛ با برخورد با یکدیگر، به تدریج از ائتلاف خرده‌سیارک‌ها به سیارهٔ غالب تبدیل گردیده‌اند.
در مورد سامانهٔ خورشیدی، تصور می‌شود که با برخورد خرده‌سیارک‌ها، چند صد جنین سیاره‌ای ایجاد شده‌باشد. چنین جنین‌هایی به سرس و پلوتو شبیه بوده و با توده‌های جرمی از 1022 to 1023 kg کیلوگرم و چند هزار کیلومتر قطر بوده‌اند. در طول صدها میلیون سال، آنها نیز با یکدیگر برخورد کردند. دنبالهٔ جریان دقیق اینکه برخوردهای سیاره‌ای با برخورد جنین‌های سیاره‌ای با هم مواجه بوده دانسته نیست، اما تصور می‌شود که اولین برخوردها «نسل» جنین‌ها را با نسل دوم که شامل جنین‌های کم‌تر اما بزرگ‌تر است جایگزین شده‌است. اینها به نوبهٔ خود برای ایجاد نسل سوم جنین‌های کمتر، اما حتی بزرگتر ناچار به برخورد بوده‌اند. در نهایت تنها تعداد انگشت شماری از جنین‌ها باقی ماندند که برای تکمیل گِرد هم آیی سیاره‌ها مناسب بود.